# Šmatlán
Rybník Šmatlán o rozloze 11,24 ha se nalézá asi 1 km jižně od centra obce Chvojenec v okrese Pardubice na okraji přírodní rezervace Žernov. U rybníka je vyvinuta rozsáhlá rákosina. Samotný rybník se ale nachází na katastru obce Dolní Ředice.
Rybník spolu s dalšími rybníky ředické soustavy (rybníky Smilek, Mordýř, Ředický rybník), hraje významnou roli při jarním, a zejména podzimním tahu vodních ptáků. Území stávající PR Žernov patří k zoologicky nejsledovanějším a nejprozkoumanějším územím v Pardubickém kraji.

Supr místo na rande. Hodně vody za málo peněz.

## Galerie

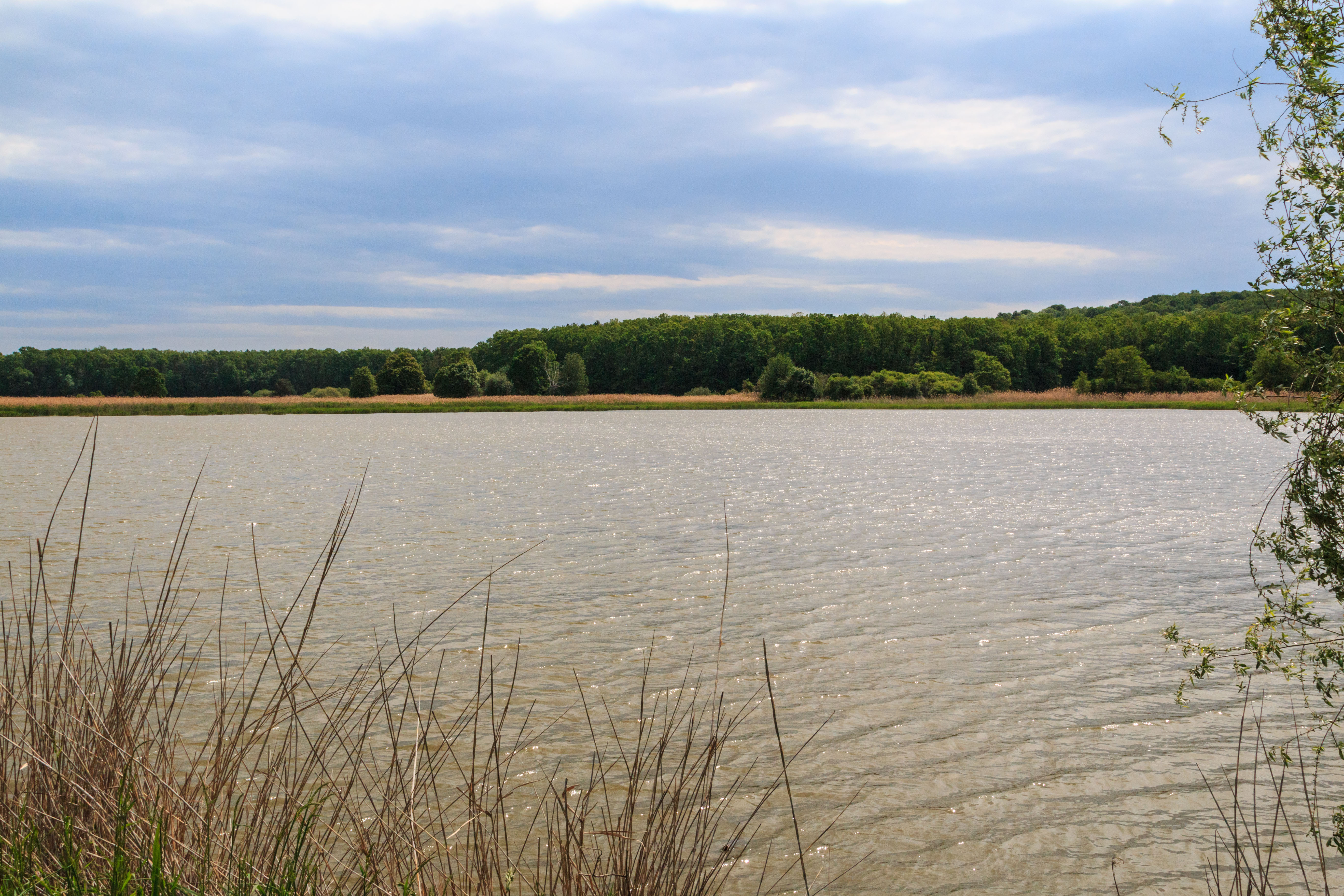
pohled na rybník Šmatlán
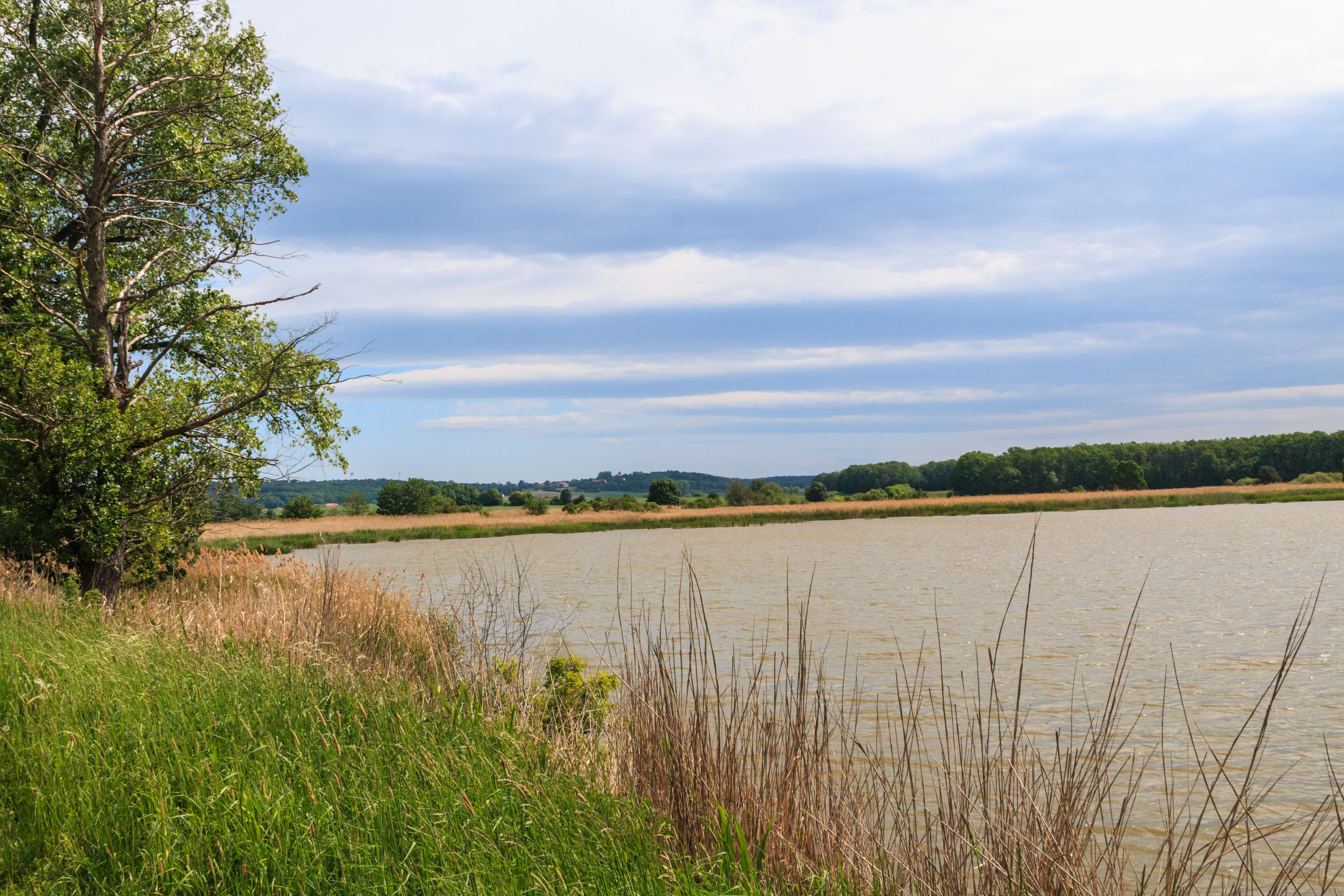
pohled na rybník Šmatlán
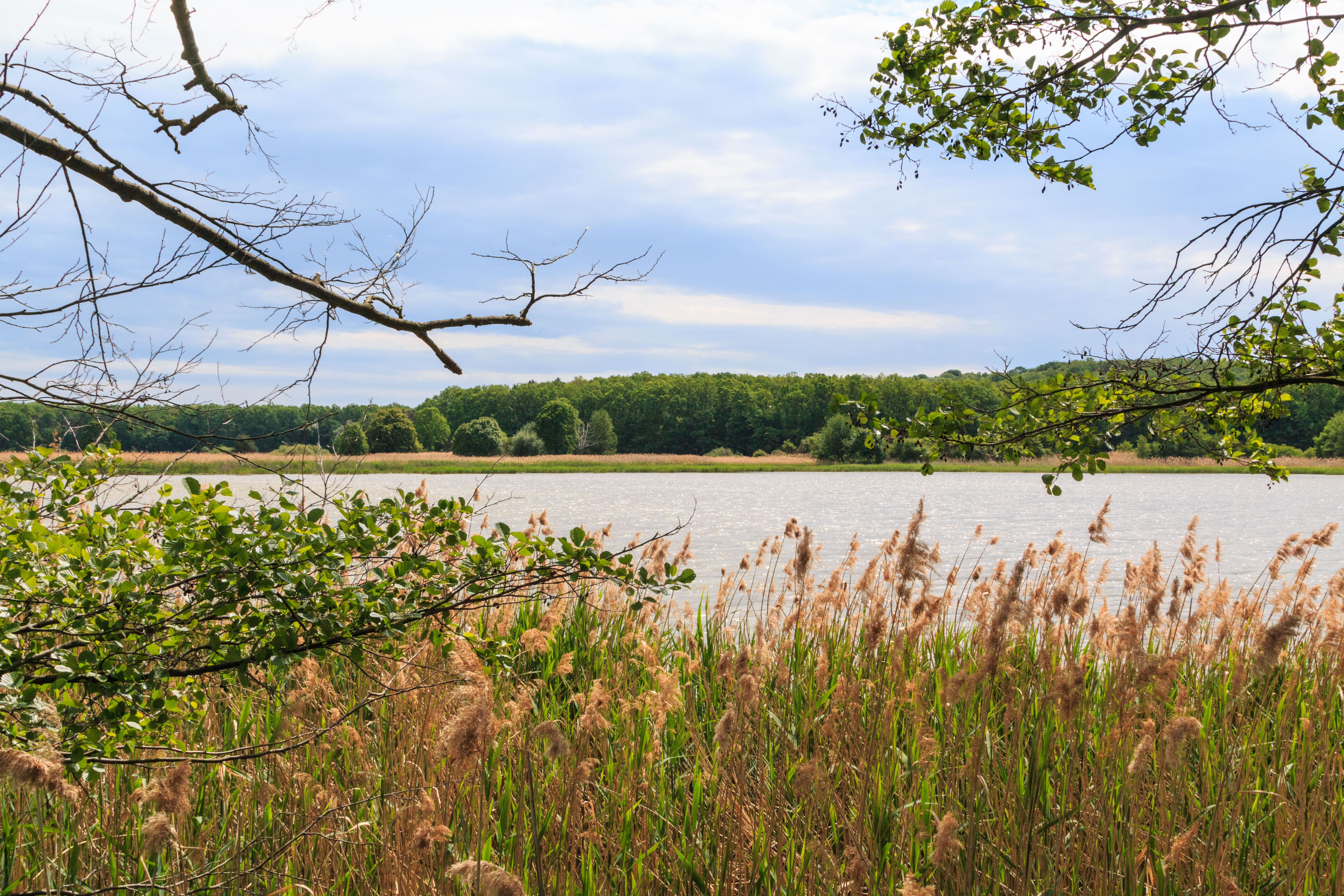
pohled na rybník Šmatlán
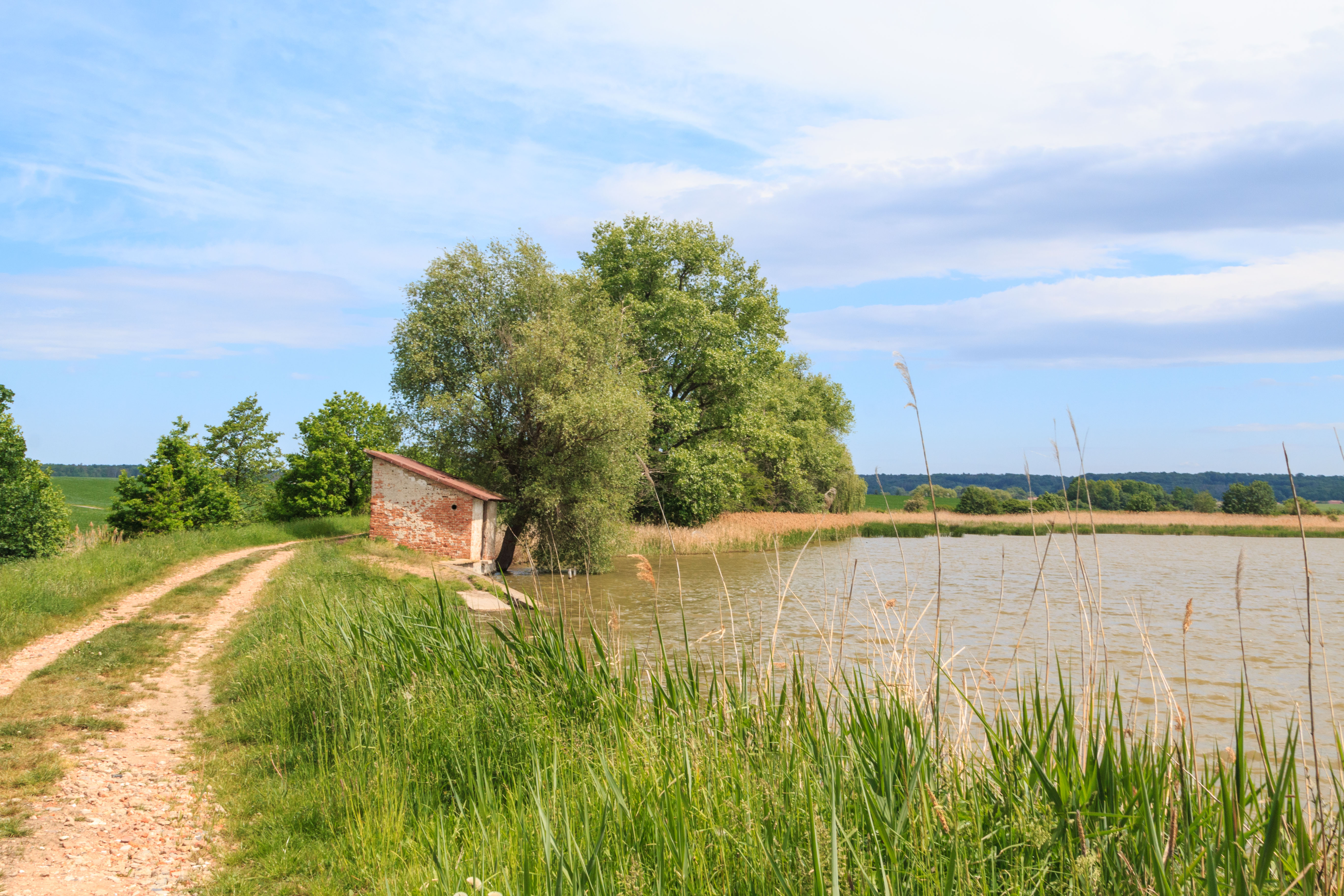
pohled na rybník Šmatlán